# Розафа
Крепость Розафа (алб. Kalaja e Rozafës) — развалины крепости в Албании близ города Шкодер. 

## История
Албанские учёные считают, что город Шкодер возник в VI–V веках до нашей эры. В III веке до нашей эры иллирийцы здесь заложили мощную крепость. Старинное шкодерское предание гласит: три брата никак не могли возвести местную крепость — она всё время обрушивалась. И тогда решили принести жертву небесам и кровью укрепить стены. Было решено, что надо замуровать жену младшего брата — прекрасную Розафу. Он долго не мог ей этого сказать. Но однажды ему пришлось, и она мужественно приняла это, сказав: «Замуруйте меня так, чтобы я могла кормить своего ребёнка». Она была живьём замурована в основании крепости вместе со своим сыном. В честь неё и названа крепость Шкодер. Похожие легенды рассказывают туристам про многие замки и крепости Европы.
Внутри крепости сохранилось несколько зданий и руин построек, например: в одной из казарм в настоящее время находится небольшой музей, посвящённый истории крепости. В музее можно найти множество древних иллирийских монет, остатки их древней культуры, а также множество предметов и картин, связаных со временами захвата Балкан турками и множество бюстов Скандербега и других местных героев.

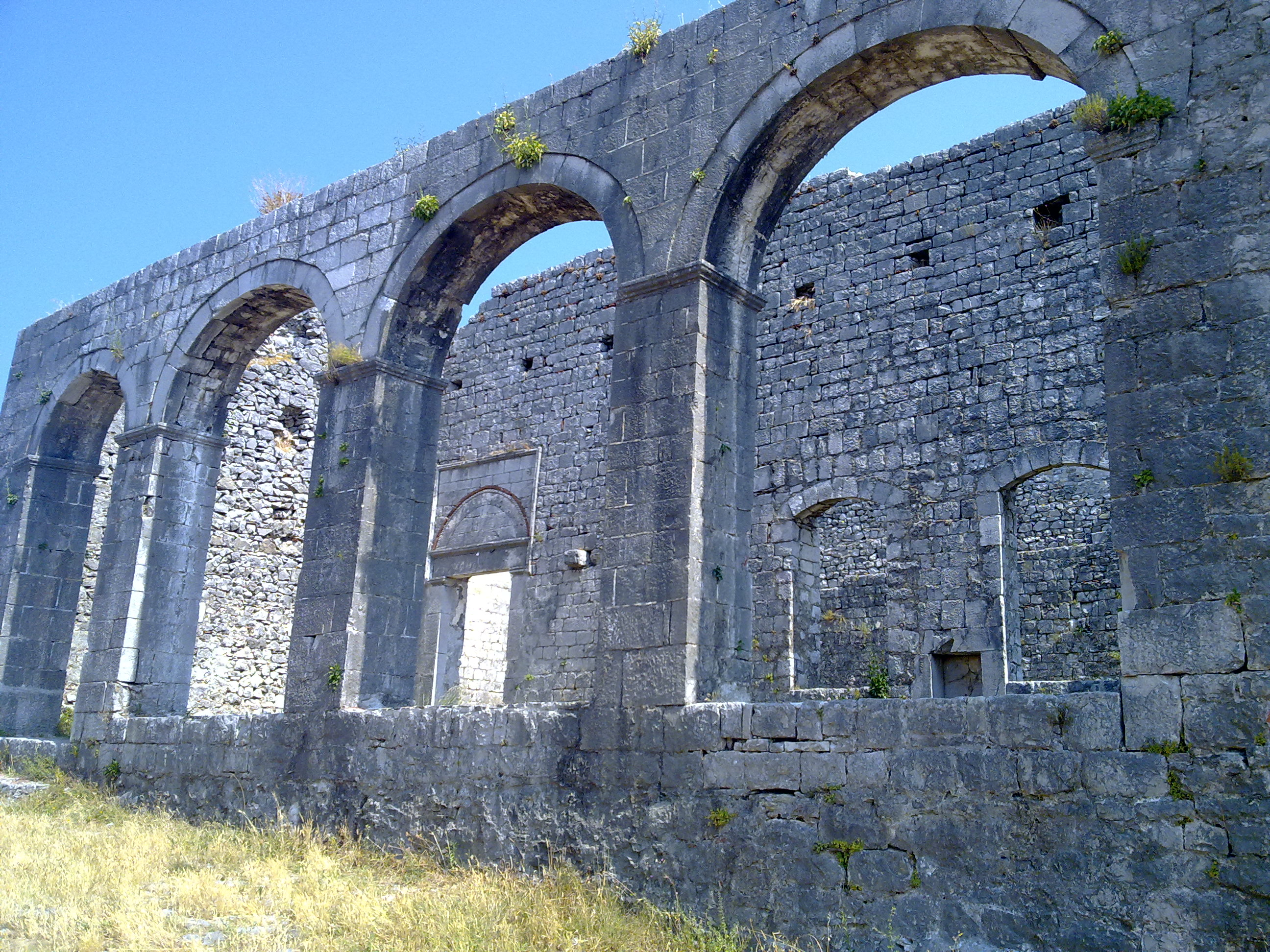
Развалины церкви
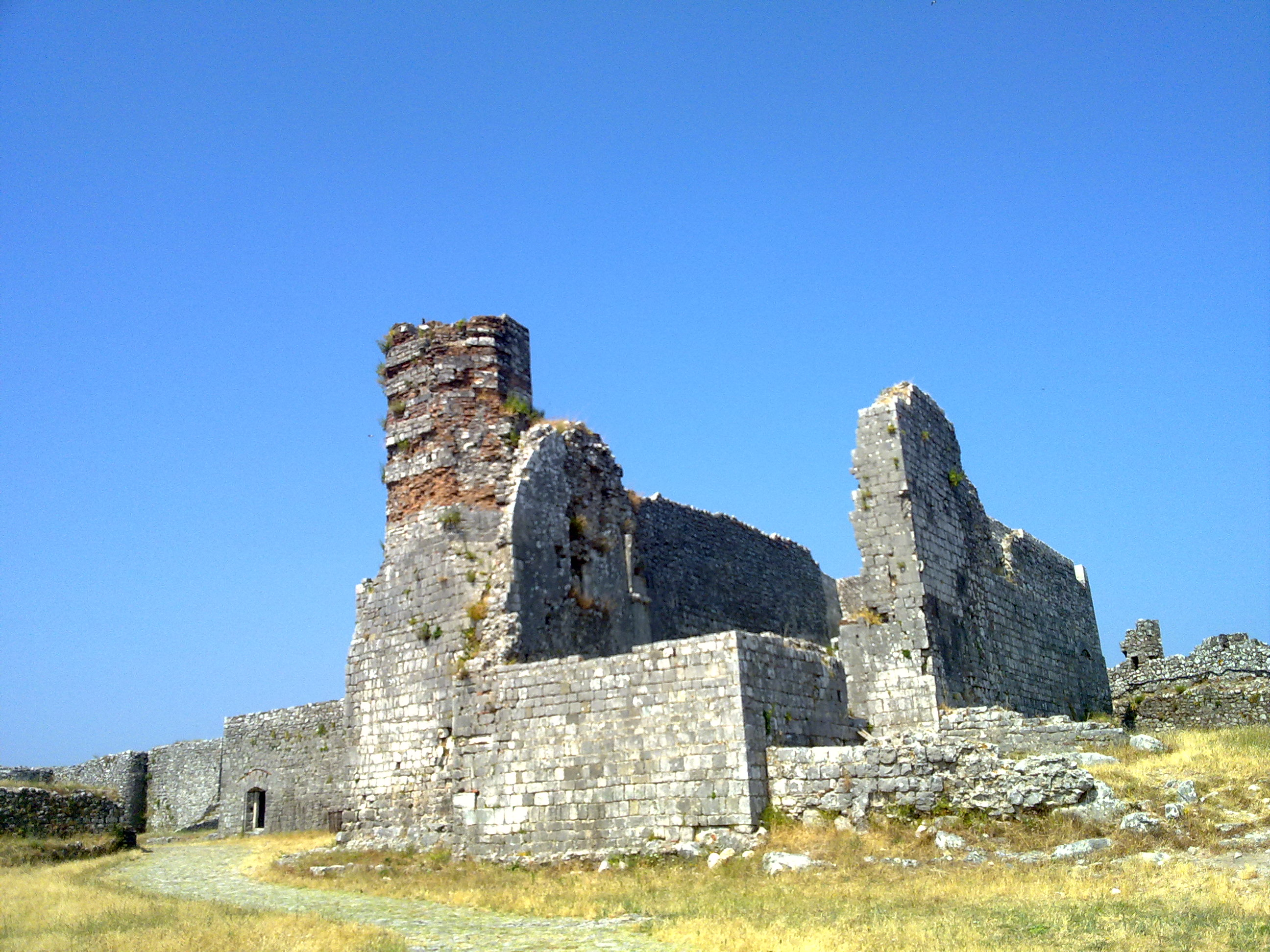
Албанские бараки
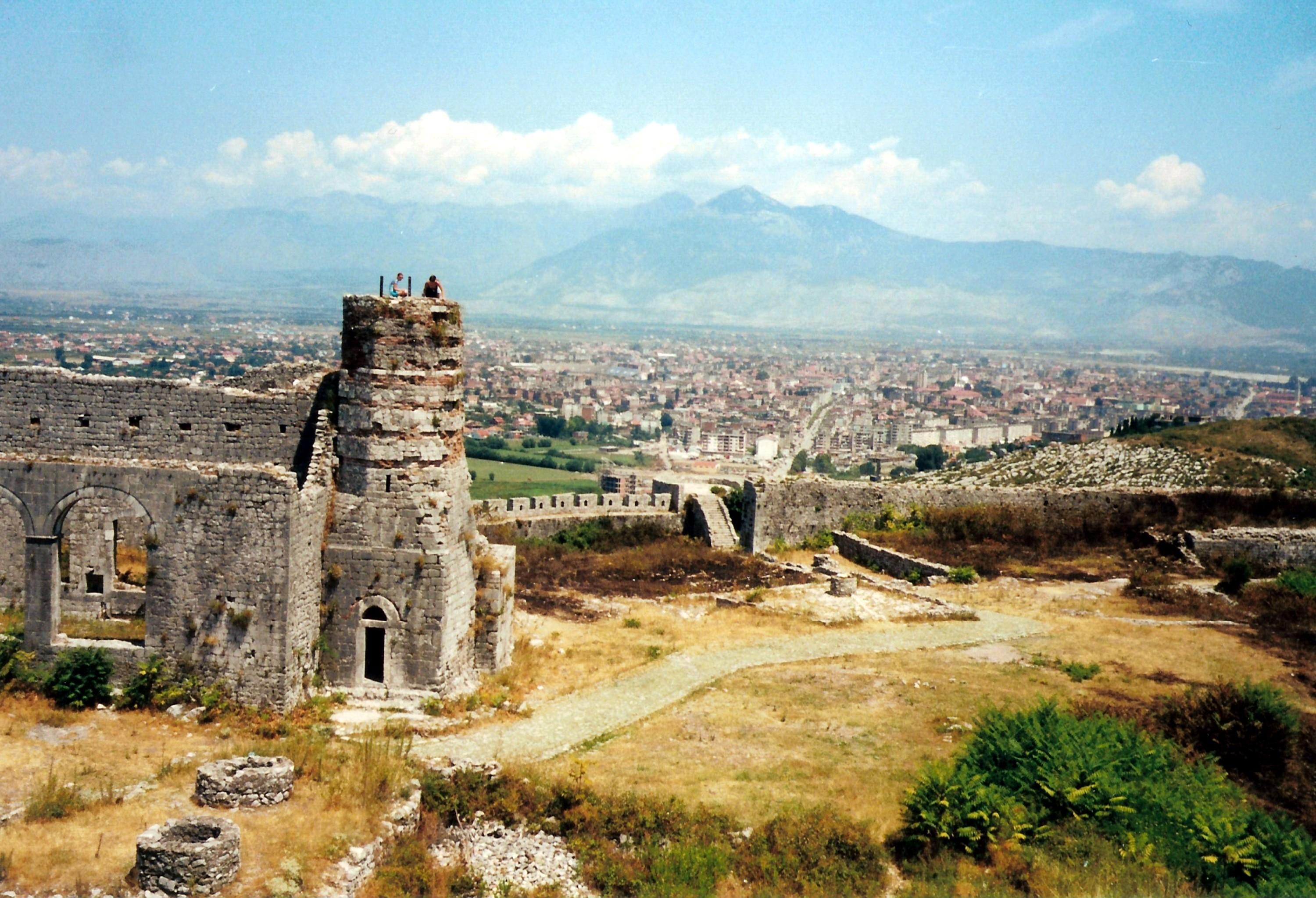
Руины с собором Святого Стефана
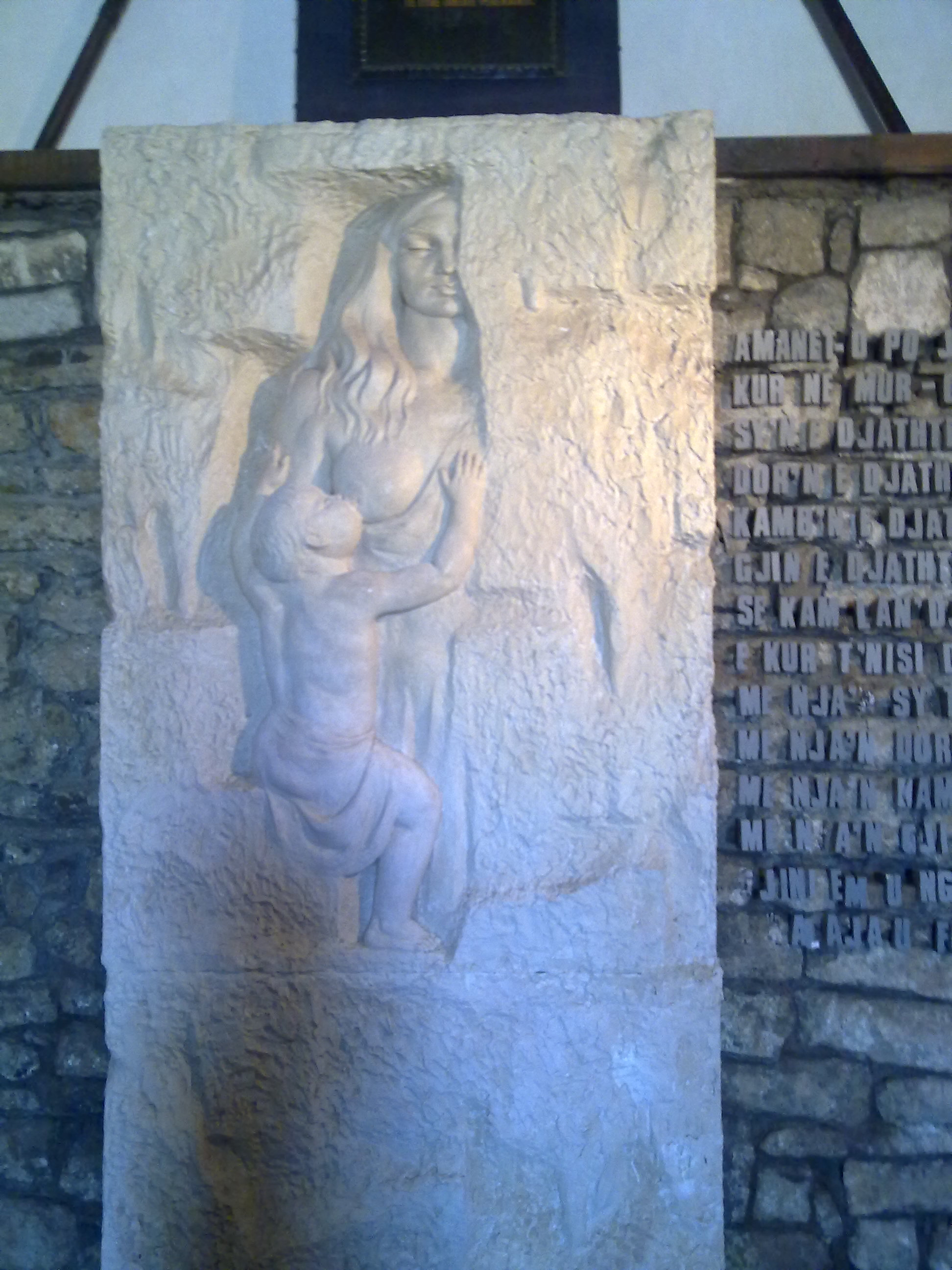
Розафа и её ребенок. Памятник в Шкодерской крепости